# Чоудхарі Чаран Сінґх
Чоудхарі Чаран Сінґх (гінді चौधरी चरण सिंह; 23 грудня 1902 — 29 травня 1987) — індійський державний і політичний діяч, п'ятий прем'єр-міністр країни, міністр фінансів  від 28 липня 1979 до 29 травня 1980 року. У 1967—1968 та 1970 роках обіймав посаду головного міністра штату Уттар-Прадеш.

## Життєпис
Народився у містечку Нурпур (нині штат Уттар-Прадеш, округ Мірут) у селянській родині. 1925 року закінчив Університет Агри, після чого розпочав юридичну практику. 1929 року переїхав до міста Мірут, де 1937 був обраний до Законодавчих зборів. 18 лютого 1970 року був обраний на пост головного міністра штату Уттар-Прадеш. Від 24 березня 1977 до 1 липня 1978 року обіймав посаду заступника прем'єр-міністра Індії.

## Пам'ять
На честь Чоудхарі Чарана Сінґха названий аеропорт у Лакхнау.